# Urani-236

Uranium-236

Uranium-236 là một đồng vị của urani không phải phân rã với neutron nhiệt, cũng không phải là vật liệu phân rã rất tốt, nhưng thường được coi là một chất thải phóng xạ gây phiền toái và tồn tại lâu dài. Nó được tìm thấy trong nhiên liệu hạt nhân đã qua sử dụng và trong uranium tái chế được làm từ nhiên liệu hạt nhân đã qua sử dụng.

## Tạo và sản lượng
Đồng vị phóng xạ uranium-235 tiết kiệm nhiên liệu nhất lò phản ứng hạt nhân. U-235 hấp thụ neutron nhiệt có thể đi theo một trong hai cách. Khoảng 82% thời gian, nó sẽ phân hạch. Khoảng 18% thời gian nó sẽ không phân hạch, thay vào đó phát ra bức xạ gamma và mang lại U-236. Do đó, năng suất của U-236 trên mỗi phản ứng U-235 + n là khoảng 18%, và năng suất của các sản phẩm phân rã phân hạch là khoảng 82%. So sánh, năng suất của các cá thể phong phú nhất sản phẩm phân hạch như Cs-137, Sr-90, Tc-99 nằm trong khoảng từ 6% đến 7% và năng suất kết hợp giữa sống trung bình (10 năm trở lên) và sản phẩm phân hạch tồn tại lâu là khoảng 32%, hoặc ít hơn vài phần trăm khi một số bị phá hủy bởi bắt neutron.
Đồng vị phân hạch được sử dụng nhiều thứ hai plutonium-239 cũng có thể phân hạch hoặc không phân hạch khi hấp thụ neutron nhiệt. Sản phẩm plutonium-240 chiếm tỷ lệ lớn plutonium cấp lò phản ứng (plutonium tái chế từ nhiên liệu đã qua sử dụng ban đầu được sản xuất với uranium tự nhiên được làm giàu và sau đó được sử dụng một lần trong LWR). Pu-240 phân rã với chu kỳ bán rã 6561 năm thành U-236. Trong một chu trình nhiên liệu hạt nhân kín, hầu hết Pu-240 sẽ bị phân hạch (có thể sau hơn một lần bắt neutron) trước khi phân rã, nhưng Pu-240 bị loại bỏ vì chất thải hạt nhân sẽ phân rã sau hàng ngàn năm.
Mặc dù phần lớn nhất của uranium-236 đã được sản xuất bằng cách bắt neutron trong các lò phản ứng điện hạt nhân, nhưng phần lớn được lưu trữ trong các lò phản ứng hạt nhân và kho chứa chất thải. Đóng góp đáng kể nhất cho sự phong phú của uranium-236 trong môi trường là phản ứng  phân hạch

## Phá hủy và phân rã
236 U và hầu hết các actinide khác có thể phân hạch bằng neutron nhanh trong bom hạt nhân hoặc lò phản ứng neutron nhanh. Một số lượng nhỏ các lò phản ứng nhanh đã được sử dụng trong nghiên cứu trong nhiều thập kỷ, nhưng việc sử dụng rộng rãi cho sản xuất điện vẫn còn trong tương lai.
Uranium-236 phân rã alpha s với chu kỳ bán rã là 23,420 triệu năm so với thorium-232. Nó tồn tại lâu hơn bất kỳ actinide hoặc sản phẩm phân hạch nhân tạo nào khác được sản xuất trong chu trình nhiên liệu hạt nhân. (Plutonium-244 có chu kỳ bán rã 80 triệu năm không được sản xuất với số lượng đáng kể bởi chu trình nhiên liệu hạt nhân và Uranium- tồn tại lâu hơn  U-235,U-238 và thorium-232 xảy ra trong tự nhiên.)

## Khó phân tách
Không giống như plutonium, actinide nhỏ, sản phẩm phân hạch hoặc sản phẩm kích hoạt, các quá trình hóa học không thể tách U-236 khỏi U-238, U-235, U-232 hoặc các đồng vị urani khác. Thậm chí rất khó để loại bỏ bằng tách đẳng hướng, vì mức độ làm giàu thấp sẽ tập trung không chỉ U-235 và U-233 mà cả U-236 không mong muốn, U-234 và U-232. Mặt khác, U-236 trong môi trường không thể tách rời khỏi U-238 và tập trung riêng biệt, điều này hạn chế nguy cơ phóng xạ ở bất kỳ nơi nào.

## Đóng góp vào tính phóng xạ của urani đã xử lý lại
Thời gian bán hủy của U-238 dài gấp khoảng 190 lần so với U-236; do đó, U-236 nên có khoảng 190 lần hoạt động cụ thể. Đó là, trong uranium đã được xử lý lại với 0,5% U-236, U-236 và U-238 sẽ tạo ra cùng mức phóng xạ. (U-235 chỉ đóng góp một vài phần trăm.)
Tỷ lệ nhỏ hơn 190 khi bao gồm sản phẩm phân rã của từng loại. chuỗi phân rã của U-238 thành uranium-234 và cuối cùng chì-206 liên quan đến việc phát ra tám hạt alpha trong một thời gian (hàng trăm ngàn của năm) ngắn so với thời gian bán hủy của U-238, do đó một mẫu U-238 ở trạng thái cân bằng với các sản phẩm phân rã của nó (như trong tự nhiên quặng urani) sẽ có hoạt động alpha gấp 8 lần so với U-238. Ngay cả đã được tinh chế urani tự nhiên trong đó các sản phẩm phân rã sau urani đã bị loại bỏ sẽ chứa một lượng cân bằng của U-234 và do đó khoảng gấp đôi hoạt động alpha của U-238 tinh khiết. Làm giàu để tăng hàm lượng U-235 sẽ tăng U-234 lên một mức độ thậm chí còn lớn hơn, và khoảng một nửa số U-234 này sẽ tồn tại trong nhiên liệu đã qua sử dụng. Mặt khác, U-236 phân rã thành thorium-232 có chu kỳ bán rã 14 tỷ năm, tương đương với tỷ lệ phân rã chỉ bằng 31,4% so với U-238.

## Uranium đã cạn kiệt
Uranium đã cạn kiệt được sử dụng trong xuyên năng lượng động học, v.v... được cho là được tạo ra từ làm giàu uranium mà chưa bao giờ được chiếu xạ trong lò phản ứng hạt nhân, chứ không phải đã xử lý lại urani. Tuy nhiên, đã có tuyên bố rằng một số uranium đã cạn kiệt có chứa một lượng nhỏ U-236.
Bản mẫu:Đồng vị